# Partido del Crédito Social de las Islas Salomón
Partido del Crédito Social de las Islas Salomón (Socreds) es un partido político de las Islas Salomón, que defiende las teorías del crédito social.
Su líder es el actual primer ministro del país, Manasseh Sogavare, que fue anteriormente líder del Partido Progresista del Pueblo. El partido es uno de los miembros de la actual coalición gobernante, la Alianza por el Cambio, que incluye al Partido Nacional de las Islas Salomón, el Partido Liberal de las Islas Salomón, el Partido del Desarrollo Rural e independientes de Honiara, Malaita y Guadalcanal.
En las elecciones de 2006 el partido presentó candidaturas al Parlamento Nacional en 29 circunscripciones de 50 posibles. Consiguió el 4,3% de los votos y dos diputados.